# Менье, Октав
Октав Фредерик Франсуа Менье (фр. Octave Frédéric François Meynier, 22 февраля 1874 — 31 мая 1961) — французский военный, колониальный администратор.

## Биография
Октав Менье родился в 1874 году в коммуне Сен-Ивре-ла-Перш департамента Верхняя Вьенна в семье подполковника Франсуа Менье. В 1895 году окончил военную академию Сен-Сир и получил назначение во Французский Судан.
Когда в 1899 году губернатор Томбукту подполковник Клобб получил приказ заменить Поля Вуле во главе Центральноафриканской экспедиции, то Клобб, вместе с лейтенантом Менье в качестве заместителя, немедленно покинул Томбукту, взяв с собой 50 сенегальских стрелков. Когда через 2000 км Клоббу удалось догнать экспедицию Вуле, то Поль Вуле отказался подчиниться приказу из Франции, застрелил Клобба и попытался взбунтовать своих солдат, однако сам был застрелен подчинёнными. Новым главой Центральноафриканской экспедиции стал Поль-Жюль Жоаллан, а Октав Менье, присоединившись к экспедиции с пришедшими из Томбукту силами, стал его заместителем. Вместе с экспедицией Менье дошёл до озера Чад и участвовал в битве при Куссери, заложившей основы французского господства в Центральной Африке.
В 1913 году Менье стал комендантом французского поста в оазисе Уаргла. Находясь в этой должности он разработал программу модернизации Африки путём строительства дорог.
Во время Первой мировой войны Октав Менье воевал на Западном фронте, в битве при Вердене командовал 1-м полком алжирских стрелков. 5 апреля 1918 года из-за взрыва снаряда лишился левой руки.
После войны Менье вернулся в Африку, став начальником военного штаба у генерал-губернатора Алжира Мориса Виолета. С 1926 по 1934 годы был директором Территорий (то есть Алжирской Сахары) и получил возможность реализовать свой план строительства транссахарских дорог. В 1930 году в качестве символа модернизации Африки им был организован автопробег Средиземное море — Нигер. В 1935 году Октав Менье был демобилизован в чине бригадного генерала.
В 1950 году Менье организовал первый трансафриканский автопробег Средиземное море — Кейптаун.

## Публикации
- Octave Meynier, L’Afrique Noire, Flammarion, Paris, 1911, 335 p.
- Octave Meynier, Les conquérants du Tchad, Flammarion, Paris, 1923, 308 p.
- Octave Meynier, À propos du chemin transsaharien, tactique saharienne et engins modernes, Berger-Levrault, Paris, 1924, 40 p.
- Octave Meynier, Guide pratique du tourisme au Sahara, Société d'éditions géographiques, maritimes et coloniales, Paris, 1931, 112 p.
- Octave Meynier, " La guerre sainte de la Senoussya dans l’Afrique française (1915—1918) ", dans Revue Africaine, № 83 (1939)
- Octave Meynier, Mission Joalland-Meynier, Éditions de l’Empire français, Paris, 1947, 191 p.
- Octave Meynier, " Note sur le rôle des rallyes de la Méditerranée au Cap dans l’histoire des communications inter-africaines ", dans Revue Africaine, № 99 (1955)